# اریک کریپک
اریک کریپک (به انگلیسی: Eric Kripke) (زادهٔ ۲۴ آوریل ۱۹۷۴ در اوهایو) یک نویسنده، کارگردان و تهیه‌کنندهٔ تلویزیونی آمریکایی است، بهترین کارهای برجستهٔ او که به‌خاطرش شناخته‌شده‌است تولید و خلق‌کنندهٔ سریال سوپرنچرال است.

## بیوگرافی
اریک کریپکه فارغ‌التحصیل از دبیرستان سِلوانیا سَودویو است، او اغلب در نوجوانی با دوستانش به ساختن فیلم‌های خانگی جهت نمایش دادن به دیگر دانش‌آموزان می‌پرداخت. کریپک پس از فارغ‌التحصیلی از دانشگاه کالیفرنیای جنوبی به عضویت مجمع گاما در آمد. کریپک نویسندهٔ دو فیلم سال ۱۹۹۷ به‌نام‌های نبرد دو جنس و واقعاً متعهد است.
در ۲۰۰۳ برای سریال " تارزان" می‌نوشت که بعد از ۸ اپیزود کنسل شد و در پی آن فیلم نامه ی فیلم ترسناک "‍boogeyman" را در سال ۲۰۰۵ نوشت که قسمت دوم آن هم به نام "boogeyman2" ساخته شد.
در حال حاضر او در حال نوشتن اولین فیلم تئاتری خود است به نام Haunted که قرار است در سال ۲۰۱۲ به نمایش درآید.
او ازدواج کرده و در سال ۲۰۰۷ صاحب فرزند پسری شد که
تاریخ تولدش با شخصیت داستان هایش، سم وینچستر در یک روز است.
کریپکه کار ساخت و نویسندگی سوپرنچرال را از ۲۰۰۵ آغاز کرد، این سریال را برای 5 فصل با برنامهٔ ۵ سالهٔ دقیق کار گردانی و نویسندگی کرد و هم‌اکنون هم به عنوان یکی از تهیه کننده‌ها با سریال همکاری می‌کند.
سوپرنچرال در ابتدا در شبکهٔ The WB , و اکنون در شبکهٔ The CW به نمایش در میاید.
کریپکه در میان طرفداران سریال سوپرنچرال به Lord Kripke معروف است.